# Tails of Iron
Tails of Iron ist ein Action-Rollenspiel, entwickelt von Odd Bug Studio und veröffentlicht von United Label. Das Spiel kombiniert herausfordernde Kämpfe, Exploration und eine handgezeichnete, düstere Grafik. Tails of Iron erschien am 17. September 2021.

## Handlung
Der Spieler übernimmt die Rolle von Redgi, dem Erben eines Rattenkönigreichs, das von den Frosch-Clans unter Führung von Greenwart angegriffen wurde. Ziel ist es, das Königreich zurückzuerobern und das Volk zu retten. Die Geschichte wird durch einen epischen Kommentar von Doug Cockle (Stimme von Geralt aus The Witcher 3: Wild Hunt) erzählt.

## Spielprinzip
Das Spiel bietet ein 2D-Action-Rollenspiel mit strategischem Kampfsystem, das Timing und Ausweichen betont. Der Spieler erkundet eine miteinander verbundene Karte, sammelt Ressourcen, schmiedet Ausrüstung und besiegt Bossgegner.

## Entwicklung
Tails of Iron wurde vom britischen Entwicklerstudio Odd Bug Studio entwickelt und ist ihr zweites Spiel. Da sie unsicher waren, ob sie die Möglichkeit haben würden, ein drittes Spiel zu entwickeln, wollten sie etwas schaffen, das ihnen besonders am Herzen lag: ein blutiges, offenes Fantasy-Rollenspiel mit anspruchsvollen Kämpfen. Redgis Bemühungen, sein Königreich zu retten, wurden von den Sorgen des Studios um seine eigene Zukunft beeinflusst. Der Grafikstil des Spiels ist vom osteuropäischen Holzschnitt inspiriert. Zu den Einflüssen auf das Gameplay zählen The Witcher, God of War und Dark Souls, wobei Odd Bug betont, dass der Schwierigkeitsgrad von Tails of Iron eher von Hollow Knight als von Dark Souls inspiriert wurde. Die Geschichte des Spiels wurde von Werken wie Redwall, Mouse Guard und Der Wind in den Weiden beeinflusst, um anthropomorphe Charaktere in einer bedrohlichen Welt zu erschaffen. Die Charaktere selbst sind von den Hausratten des Game Directors Daniel Robinson inspiriert. Im Gegensatz zu anderen Souls-ähnlichen Spielen verzichtet Tails of Iron auf eine Ausdauerleiste. Ursprünglich hatte Odd Bug eine solche Leiste implementiert, fand jedoch, dass die Kämpfe dadurch nicht so flüssig und dynamisch waren, wie sie es sich wünschten und wurde dementsprechend entfernt.
Das Spiel erschien am 17. September 2021 für PlayStation 4, PlayStation 5, Xbox One, Xbox Series, Nintendo Switch und PC.

## Rezeption
Tails of Iron erhielt überwiegend positive Bewertungen für sein Kampfsystem, die Atmosphäre und die Geschichte. Kritik gab es an der repetitiven Spielmechanik und der hohen Schwierigkeit.

## Erweiterungen
- Tails of Iron: Bloody Whiskers (unter dem deutschen Titel Blutende Schnurrhaare) ist eine kostenlose Erweiterung, die die Geschichte nach den Ereignissen des Hauptspiels fortsetzt. In dieser Erweiterung muss Redgi sich fünf weiteren Bossen stellen. Hinzu kommen weitere Gegner, Gebiete, Waffen und zwei weitere Schwierigkeitsgrade. Die Erweiterung wurde am 24. November 2021 veröffentlicht.[9]
- Tails of Iron: Bright Fir Forest (unter dem deutschen Titel Helltannenwald) ist eine weitere kostenlose Erweiterung, die nach den Ereignissen des Hauptspiels spielt. In dieser Erweiterung muss Redgi sich 13 weiteren Bossen stellen. Zudem werden neue Gegner, Rüstungen, Waffen und ein neues Gebiet freigeschaltet. Die Erweiterung wurde am 19. Dezember 2023 veröffentlicht.[10]

## Nachfolger
Eine Fortsetzung mit dem Titel Tails of Iron 2: Whiskers of Winter erschien am 28. Januar 2025.